# Фудбалска репрезентација Алжира
Фудбалска репрезентација Алжира, често се називају Пустињске лисице (Les Fennecs), је фудбалски тим који представља Алжир на међународним такмичењима и под контролом је Фудбалског савеза Алжира. Четири пута је учествовала на Светском првенству, а двапут освојила Афрички куп нација, као домаћин 1990. и у Египту 2019.

## Резултати репрезентације

### Светска првенства
| Година       | Коло                  | Позиција              | ИГ                    | П                     | Н                     | И                     | ГД                    | ГП                    |
| ------------ | --------------------- | --------------------- | --------------------- | --------------------- | --------------------- | --------------------- | --------------------- | --------------------- |
| 1930 до 1962 | Није учествовала      | Није учествовала      | Није учествовала      | Није учествовала      | Није учествовала      | Није учествовала      | Није учествовала      | Није учествовала      |
| 1966         | Повукли се            | Повукли се            | Повукли се            | Повукли се            | Повукли се            | Повукли се            | Повукли се            | Повукли се            |
| 1970         | Није се квалификовала | Није се квалификовала | Није се квалификовала | Није се квалификовала | Није се квалификовала | Није се квалификовала | Није се квалификовала | Није се квалификовала |
| 1974         | Није се квалификовала | Није се квалификовала | Није се квалификовала | Није се квалификовала | Није се квалификовала | Није се квалификовала | Није се квалификовала | Није се квалификовала |
| 1978         | Није се квалификовала | Није се квалификовала | Није се квалификовала | Није се квалификовала | Није се квалификовала | Није се квалификовала | Није се квалификовала | Није се квалификовала |
| 1982         | Групна фаза           | 13                    | 3                     | 2                     | 0                     | 1                     | 5                     | 5                     |
| 1986         | Групна фаза           | 22                    | 3                     | 0                     | 1                     | 2                     | 1                     | 5                     |
| 1990 до 2006 | Није се квалификовала | Није се квалификовала | Није се квалификовала | Није се квалификовала | Није се квалификовала | Није се квалификовала | Није се квалификовала | Није се квалификовала |
| 2010         | Групна фаза           | 28                    | 3                     | 0                     | 1                     | 2                     | 0                     | 2                     |
| 2014         | Осмина финала         | 14                    | 4                     | 1                     | 1                     | 2                     | 7                     | 7                     |
| 2018         | Није се квалификовала | Није се квалификовала | Није се квалификовала | Није се квалификовала | Није се квалификовала | Није се квалификовала | Није се квалификовала | Није се квалификовала |
| 2022         | Није се квалификовала | Није се квалификовала | Није се квалификовала | Није се квалификовала | Није се квалификовала | Није се квалификовала | Није се квалификовала | Није се квалификовала |
| Укупно       | 4/22                  |                       | 13                    | 3                     | 3                     | 7                     | 13                    | 19                    |

### Афрички куп нација
| Година | Позиција              | ИГ                    | П                     | Н                     | И                     | ГД                    | ГП                    |
| ------ | --------------------- | --------------------- | --------------------- | --------------------- | --------------------- | --------------------- | --------------------- |
| 1957   | Део Француске         | Део Француске         | Део Француске         | Део Француске         | Део Француске         | Део Француске         | Део Француске         |
| 1959   | Део Француске         | Део Француске         | Део Француске         | Део Француске         | Део Француске         | Део Француске         | Део Француске         |
| 1962   | Део Француске         | Део Француске         | Део Француске         | Део Француске         | Део Француске         | Део Француске         | Део Француске         |
| 1963   | Није учествовала      | Није учествовала      | Није учествовала      | Није учествовала      | Није учествовала      | Није учествовала      | Није учествовала      |
| 1965   | Није учествовала      | Није учествовала      | Није учествовала      | Није учествовала      | Није учествовала      | Није учествовала      | Није учествовала      |
| 1968   | 6. место              | 3                     | 1                     | 0                     | 2                     | 5                     | 6                     |
| 1970   | Није се квалификовала | Није се квалификовала | Није се квалификовала | Није се квалификовала | Није се квалификовала | Није се квалификовала | Није се квалификовала |
| 1972   | Није се квалификовала | Није се квалификовала | Није се квалификовала | Није се квалификовала | Није се квалификовала | Није се квалификовала | Није се квалификовала |
| 1974   | Није се квалификовала | Није се квалификовала | Није се квалификовала | Није се квалификовала | Није се квалификовала | Није се квалификовала | Није се квалификовала |
| 1976   | Није се квалификовала | Није се квалификовала | Није се квалификовала | Није се квалификовала | Није се квалификовала | Није се квалификовала | Није се квалификовала |
| 1978   | Није се квалификовала | Није се квалификовала | Није се квалификовала | Није се квалификовала | Није се квалификовала | Није се квалификовала | Није се квалификовала |
| 1980   | 2. место              | 5                     | 2                     | 2                     | 1                     | 6                     | 7                     |
| 1982   | 4. место              | 5                     | 2                     | 1                     | 2                     | 5                     | 6                     |
| 1984   | 3. место              | 5                     | 3                     | 2                     | 0                     | 8                     | 1                     |
| 1986   | 6. место              | 3                     | 0                     | 2                     | 1                     | 2                     | 3                     |
| 1988   | 3. место              | 5                     | 1                     | 3                     | 1                     | 4                     | 4                     |
| 1990   | 1. место              | 5                     | 5                     | 0                     | 0                     | 13                    | 2                     |
| 1992   | 10. место             | 2                     | 0                     | 1                     | 1                     | 1                     | 4                     |
| 1994   | Дисквалификована      | Дисквалификована      | Дисквалификована      | Дисквалификована      | Дисквалификована      | Дисквалификована      | Дисквалификована      |
| 1996   | 5. место              | 4                     | 2                     | 1                     | 1                     | 5                     | 3                     |
| 1998   | 15. место             | 3                     | 0                     | 0                     | 3                     | 2                     | 5                     |
| 2000   | 6. место              | 4                     | 1                     | 2                     | 1                     | 5                     | 4                     |
| 2002   | 15. место             | 3                     | 0                     | 1                     | 2                     | 2                     | 5                     |
| 2004   | 8. место              | 4                     | 1                     | 1                     | 2                     | 5                     | 7                     |
| 2006   | Није се квалификовала | Није се квалификовала | Није се квалификовала | Није се квалификовала | Није се квалификовала | Није се квалификовала | Није се квалификовала |
| 2008   | Није се квалификовала | Није се квалификовала | Није се квалификовала | Није се квалификовала | Није се квалификовала | Није се квалификовала | Није се квалификовала |
| 2010   | 4. место              | 6                     | 2                     | 1                     | 3                     | 4                     | 10                    |
| 2012   | Није се квалификовала | Није се квалификовала | Није се квалификовала | Није се квалификовала | Није се квалификовала | Није се квалификовала | Није се квалификовала |
| 2013   | 13. место             | 3                     | 0                     | 1                     | 2                     | 2                     | 5                     |
| 2015   | 6. место              | 4                     | 2                     | 0                     | 2                     | 6                     | 5                     |
| 2017   | 10. место             | 3                     | 0                     | 2                     | 1                     | 5                     | 6                     |
| 2019   | 1. место              | 7                     | 6                     | 1                     | 0                     | 13                    | 2                     |
| 2021   | 21. место             | 3                     | 0                     | 1                     | 2                     | 1                     | 4                     |
| Укупно | 19/33                 | 77                    | 28                    | 22                    | 27                    | 94                    | 87                    |

## Тренутни састав
Ажурирано 20. јануара 2022. године после утакмице против Обале Слоноваче.
| Бр. | Поз. | Играч                 | Датум рођења       | Наступи | Голови | Клуб                   |
| --- | ---- | --------------------- | ------------------ | ------- | ------ | ---------------------- |
| 1   | Г    | Мустафа Зегба         | 21. новембар 1990. | 1       | 0      | Дамак                  |
| 16  | Г    | Александар Укиџа      | 19. јул 1988.      | 6       | 0      | Мец                    |
| 23  | Г    | Раис М’Болхи          | 25. април 1986.    | 87      | 0      | Етифак                 |
|     |      |                       |                    |         |        |                        |
| 2   | О    | Аиса Манди            | 22. октобар 1991.  | 72      | 3      | Виљареал               |
| 3   | О    | Мехди Тахрат          | 24. јануар 1990.   | 14      | 0      | Ел Гарафа              |
| 4   | О    | Џамел Банламри        | 25. децембар 1989. | 27      | 0      | Катар                  |
| 5   | О    | Мохамед Амине Тугај   | 22. јануар 2000.   | 0       | 0      | Есперанс Тунис         |
| 17  | О    | Абделкадер Бедран     | 2. април 1992.     | 10      | 0      | Есперанс Тунис         |
| 20  | О    | Јусеф Атал            | 17. мај 1996.      | 26      | 1      | Ница                   |
| 21  | О    | Рами Бенсебаини       | 16. април 1995.    | 45      | 5      | Борусија Менхенгладбах |
| 24  | О    | Иљес Шети             | 22. јануар 1995.   | 3       | 0      | Есперанс Тунис         |
| 25  | О    | Усен Бенајада         | 8. август 1992.    | 6       | 0      | Етуал Сахел            |
| 28  | О    | Реда Халаимија        | 28. август 1996.   | 6       | 0      | Берсхот                |
|     |      |                       |                    |         |        |                        |
| 6   | С    | Рамиз Зеруки          | 26. мај 1998.      | 11      | 1      | Твенте                 |
| 10  | С    | Софијан Фегули        | 26. децембар 1989. | 75      | 19     | Галатасарај            |
| 11  | С    | Јасин Брахими         | 8. фебруар 1990.   | 59      | 11     | Ел Рајан               |
| 12  | С    | Харис Белкебла        | 28. јануар 1994.   | 10      | 0      | Брест                  |
| 14  | С    | Софијан Бендебка      | 9. август 1992.    | 4       | 1      | Ел Фатех               |
| 15  | С    | Фарид Булаја          | 25. фебруар 1993.  | 7       | 1      | Мец                    |
| 19  | С    | Адем Зорган           | 6. јануар 2000.    | 5       | 0      | Шарлроа                |
| 22  | С    | Исмаел Бенасер        | 1. децембар 1997.  | 34      | 2      | Милан                  |
|     |      |                       |                    |         |        |                        |
| 7   | Н    | Ријад Марез (капитен) | 21. фебруар 1991.  | 73      | 26     | Манчестер Сити         |
| 8   | Н    | Јусеф Белаили         | 14. март 1992.     | 33      | 6      | Брест                  |
| 9   | Н    | Багдад Бунеџах        | 24. новембар 1991. | 52      | 22     | Ал Сад                 |
| 13  | Н    | Ислам Слимани         | 18. јун 1988.      | 83      | 39     | Лион                   |
| 18  | Н    | Адам Унас             | 11. новембар 1996. | 16      | 5      | Наполи                 |
| 26  | Н    | Мохамед ел Амине      | 9. мај 2000.       | 2       | 0      | Лугано                 |
| 27  | Н    | Саид Бенрахма         | 10. август 1995.   | 17      | 1      | Вест Хем јунајтед      |

## Рекорди играча
Ажурирано 20. јануара 2022.

### Најбољи стрелци
| #  | Играч              | Голови | Наступи | Период     |
| -- | ------------------ | ------ | ------- | ---------- |
| 1  | Ислам Слимани      | 39     | 83      | 2012—данас |
| 2  | Абделхафид Тасфаут | 36     | 80      | 1990—2002  |
| 3  | Рабах Маџер        | 28     | 86      | 1978—1992  |
| 3  | Лахдар Белуми      | 28     | 100     | 1978—1989  |
| 5  | Ријад Марез        | 26     | 73      | 2014—данас |
| 6  | Џамел Менад        | 25     | 79      | 1980—1995  |
| 7  | Багдад Бунеџах     | 24     | 57      | 2014—данас |
| 7  | Хилал Судани       | 24     | 54      | 2011—данас |
| 9  | Теџ Бенсаула       | 20     | 52      | 1979—1986  |
| 10 | Софијан Фегули     | 19     | 76      | 2012—данас |